# Конференція щодо Північного Льодовитого океану
Перша Конференція щодо Північного Льодовитого океану пройшла в Ілуліссаті, Гренландія, з 27 по 29 травня 2008 року. П'ять країн - Канада, Данія, Норвегія, Росія і Сполучені Штати, обговорили ключові питання, пов'язані з Північним Льодовитим океаном. Конференція була важливою, оскільки вирішувалися питання екологічного регулювання, безпеки судноплавства, розвідки корисних копалин, пошуку і видобутку нафти. Перед закінченням конференції учасники проголосили Ілуліссатську декларацію.
Ця конференція стала першою зустріччю на рівні міністрів п'яти регіональних держав. Її скликали Пер Стіг Мьоллер, міністр закордонних справ Данії, і Ганс Еноксен, прем'єр-міністр Гренландії, після деяких територіальних суперечок щодо Арктики. Як заявляє Меллер: «Ми повинні продовжувати виконувати наші зобов'язання в арктичній зоні, допоки ООН не визначиться, хто отримає права на територію і ресурси регіону. Ми повинні домовитися про правила і вирішити, що робити, якщо зміна клімату дозволить розширити можливості для судноплавства». «Ми повинні надіслати сигнал нашим народам і решті світу, що п'ять держав узбережжя відповідально підійдуть до можливостей і проблем».
Льодовики Ілуліссата, що тануть, стали доречним тлом для конференції. Країни-учасниці представляли:
- Канада: міністр природних ресурсів Гері Ланн[5]
- Данія: Пер Стіг Мьоллер, Ганс Еноксен
- Норвегія: міністр закордонних справ Йонас Гар Стьоре
- Росія: міністр закордонних справ Сергій Лавров[6][7]
- США: заступник держсекретаря Джон Негропонте

## Критика
Включення деяких членів Арктичної ради, в той час як виключення з неї інших (корінні народи, Фінляндія, Швеція та Ісландія) викликала суперечки.
Захищаючи рішення Данії про виключення деяких членів Ради, Томас Вінклер, керівник Департаменту міжнародного права Данії, заявив, що «Зустріч в Ілуліссаті - не противага  Арктичній раді. Ми збираємося обговорювати питання, що входять в зону відповідальності п'яти держав узбережжя Північного Льодовитого океану».
Аккалук Лінге, гренландський політик і колишній президент Інуїтської циркумполярної ради, висловив свою стурбованість тим, що корінні народи Арктики «маргіналізуються». «Інуїти мають своє розуміння суверенітету».